# Teatre de Guerrilla
Teatre de Guerrilla fou una companyia de teatre independent fundada el 1998 a Arbúcies per l'autor, actor i director Quim Masferrer, juntament amb Rafael Faixedas i Carles Xuriguera. Va trencar motlles dins el panorama teatral català del moment, amb una fórmula ambiciosa i poc convencional de teatre crític amb la societat. Segons Masferrer, el resultat del seu treball va ser un «teatre antropològic d'humor corrosiu».
Després que Faixedas i Xuriguera deixessin la companyia el 2010, Masferrer va continuar amb el projecte sota el nom Guerrilla Produccions.

## Trajectòria
Al llarg dels seus dotze anys de trajectòria artística va conrear un tipus de teatre satíric, en el qual a partir d'una factura pròpia basada en un món rural extremadament tancat, amb personatges estrambòtics, però alhora creïbles i possibles, s'obria a la reflexió d'un món ampli i global.
Després del seu pas amb gran èxit de públic diverses vegades per la Fira de Teatre al Carrer de Tàrrega i de triomfar al Sitges Teatre Internacional, la companyia va aconseguir renom nacional gràcies a la seva participació en diferents programes de ràdio i televisió dins les cadenes catalanes RAC1 i TV3, respectivament. Destaca la seva col·laboració amb Caçadors de bolets durant la temporada 2005-2006, circumstància que li va donar una gran popularitat. L'any 2003, Teatre de Guerrilla va donar vida al Supermercat de Teatre de la Selva, que poc després es va convertir en el Supermercat de Teatre Catalunya, un festival de teatre localitzat a diferents poblacions de les comarques gironines i barcelonines que pretenia crear una xarxa territorial en què es poguessin exhibir espectacles teatrals en ciutats de fora de Barcelona, així com desenvolupar un marc per a la creació, la producció, la compra-venda i la generació de nous públics i mercats. Tanmateix, a causa de desavinences amb les institucions, el festival es va cancel·lar abans de l'edició del 2005.
Quan el grup estava al cim de la seva popularitat a Catalunya, amb actuacions també a Portugal i en altres comunitats espanyoles, es va desfer. Faixedas i Xuriguera iniciaren un nou rumb amb la companyia Dosics; la seva primera obra va ser No som res (2010). Per la seva banda, Masferrer continuà en solitari el projecte de Teatre de Guerrilla (actualment Guerrilla Produccions) i estrenà el monòleg El xarlatà (2010). A més de teatre, en els últims anys també ha fet diverses incursions en el món de la televisió, com el programa El foraster.

## Produccions
La companyia va estrenar un total de cinc espectacles, tots ells amb autoria i direcció de Masferrer. A la Fira de Teatre al Carrer de Tàrrega de 1998 van presentar Teatre Total, on es ridiculitzava la fal·lera de defensar el folklore català. Aquest muntatge el va seguir, l'any següent, Som i serem, una sàtira sobre la Catalunya profunda protagonitzada per tres personatges rurals, deslligats dels avenços tecnològics i de la modernització, carregats de manies i obsessionats per les seves petites coses. Posteriorment, va arribar El directe (2000), amb el qual Teatre de Guerrilla, partint de la pròpia companyia, oferia una mirada crítica cap al món de la creació, desgranant els tics més corrents de la posada en escena, trencant les convencions i mostrant, en primer pla, ridiculeses de l'art teatral. A EEUUropa (2003) s'hi feia una burla sobre els tòpics nacionals reunint cinc actors de diverses procedències (dos dels quals de Teatre de Guerrilla) per tal de parlar del procés d'unió de països tradicionalment enfrontats, i Fum (2008) era una sàtira sobre l'aleshores president de la Diputació de Girona, Enric Vilert.
Alguns d'aquests espectacles van recollir nombrosos reconeixements i premis: Teatre Total va rebre el Premi Sant Miquel del Públic 1999 de la Fira de Teatre al Carrer de Tàrrega, el de la Institució de les Lletres Catalanes a la millor obra de teatre i el de la IV Mostra de Teatre Breu Barcelona 2000 als plantejaments teatrals. La trilogia formada per Teatre Total, Som i serem i El directe s'endugué el premi revelació de la temporada 1999-2000 de la crítica barcelonina i l'ARC de categoria teatral 2002, i el mateix any Som i serem va merèixer el primer premi Ciutat de Terrassa de Teatre.